# Estación Minerales

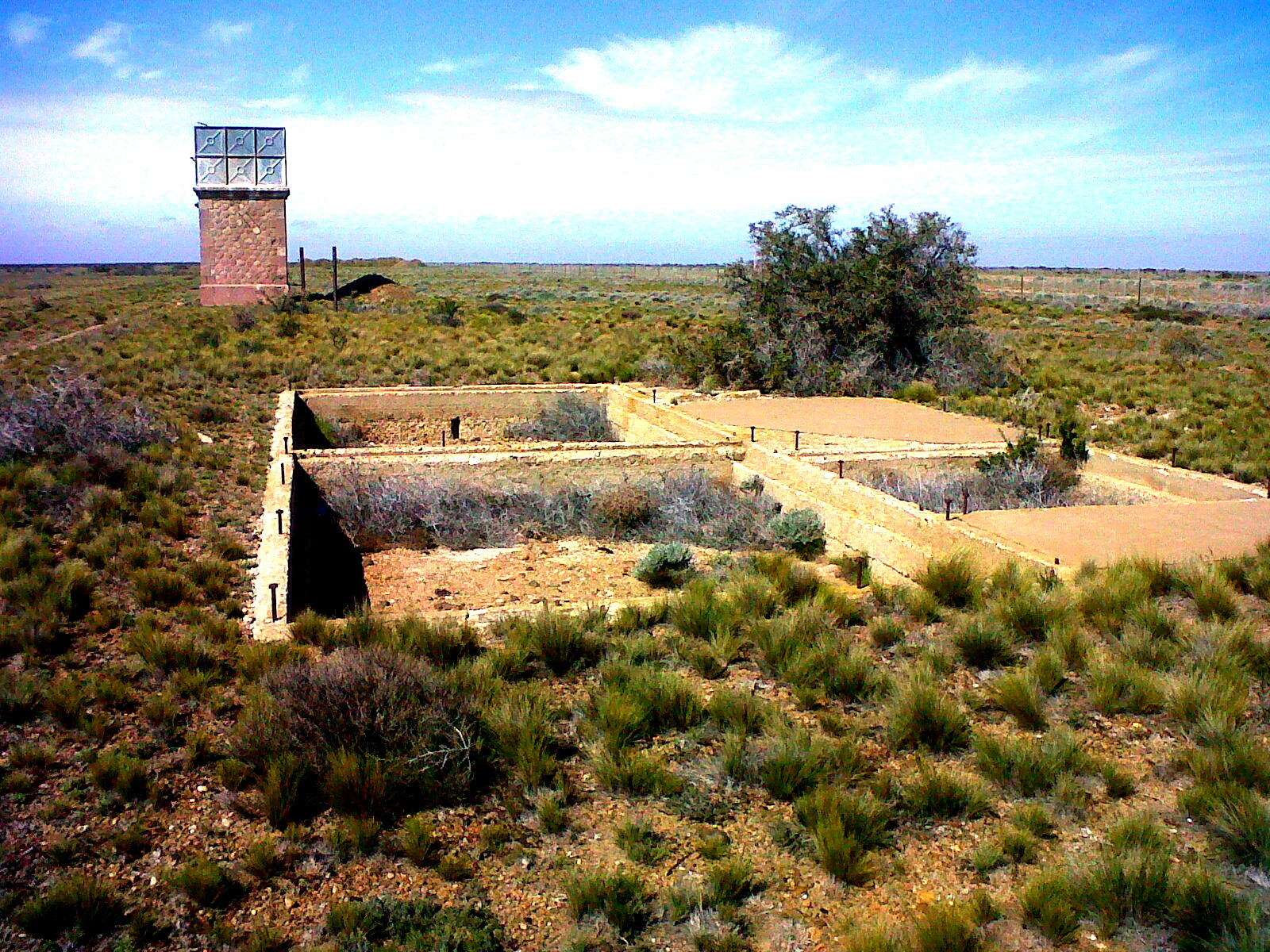
El andén de la estación y sus bases tras el desguace que sufrió.

Minerales era una estación ferroviaria ubicada en el paraje rural del mismo nombre, en el Departamento Deseado, Provincia de Santa Cruz, Argentina.
Formaba parte del Ferrocarril Patagónico, como parte del ramal que iba de Puerto Deseado a Las Heras, inaugurado en el año 1914 y que originalmente estaba planeado para terminar en el Nahuel Huapi.

## Toponimia
El nombre de esta estación hace referencia a exploraciones que se ejecutaron en busca de minerales en las inmediaciones. Además, en las cercanías hacia el norte se ubica un cañadón del mismo nombre. La denominación Minerales se impuso en forma definitiva el 8 de octubre de 1914 por un decreto presidencial dictado en reemplazo de la progresión kilométrica que hasta ese tiempo imperaba.

## Historia
La estación se inauguró en el año 1914, y en 1921 se formalizó la creación de una localidad con el mismo nombre, aunque nunca logró crecer más allá de la estación. A fines de la década de 1910 vivían en los alrededores de esta estación unas 100 personas. En esta estación existió una estafeta postal habilitada el 29 de marzo de 1917. En 1931 continúa funcionado a cargo de Adolfo Martínez en el establecimiento rural “La Guarida”, como encargado de la estafeta. No estuvo incluida en las guías postales de 1930 y posteriores, pero un documento oficial indica que funcionaba aún para 1945, desconociéndose cuando fue clausurada.
Para el año 1930 la estación se hallaba clausurada y desde entonces mantuvo este estatus o simplemente se convirtió en punto opcional de parada de los servicios ferroviarios. En tanto, la localidad no habría conseguido una población significativa o simplemente ya estaba deshabitada antes del informe de localidades de 1950 que la gobernación Militar de Comodoro Rivadavia efectuó.
El tren circuló por última vez en julio de 1978.
Hasta inicios de la década de los años 1990 se hallaba en un buen estado de conservación que incluía hasta su cartel nomenclador, siendo con Tehuelches las únicas estaciones sin tener un centro poblacional que sobrevivían. Sin embargo, en los años posteriores fue destruida.
A pesar de que Minerales fue nombrada como clave en el plan de reactivación de 2008 no fue reconstruida o puesta en valor. Toda la ejecución del plan de reacondicionamiento del ramal prometió que en la primera etapa que en 2 meses el tren comenzaría a circular. Las obras no fueron significativas y tardaron a pesar de que contaban con una partida de $90.084.733. Para 2015 Cristina Fernández reinauguró un tramo de la obra. En tanto, el ministro del Interior y Transporte, Florencio Randazzo, aseguró que la obra demandó una inversión de 92 millones de pesos ampliando el presupuesto original. Además, se dijo que la obra estaría finalizada en 90 días y conectará Puerto Deseado con el norte de la provincia. Pese a la gran suma invertida por el estado y la inauguración en 2015 de las obras por parte del gobierno peronista, el ferrocarril no volvió a funcionar y gobierno fue acusado de un perjuicio de $92.000.000 de obra pública malversada.
Pese a la gran inversión el tren de cargas o pasajeros no retornó a la circulación. Hoy en día la estación se encuentra totalmente desmantelada por obra del vandalismo sin control y la ferocidad del clima patagónico. Su localidad deshabitada.
En octubre de 2024 el gobernador Claudio Vidal anticipó que trabaja en el proyecto de recuperación del ferrocarril. El político aseguró que el tren cubriría los 285 kilómetros de recorrido y volvería a pasar por las estaciones Las Heras, Piedra Clavada, Koluel Kayke, Pico Truncado, Minerales, Fitz Roy, Jaramillo, Tellier y Puerto Deseado. Esto hace pensar también una posible reconstrucción de las estaciones Las Heras, Pico Truncado y Minerales. Sin embargo, la información contrastó con un mapa que presentaba el trazado ferroviario y las estaciones más importantes; sin que se mencione a Minerales.

## Funcionamiento
El primer informe de horario fue publicado en 1920 con datos vigentes desde el 20 de noviembre de 1917. El documento expuso que los trenes mixtos partían los lunes y jueves desde Deseado a las 8:00, visitaban Minerales a las 15:17 y arribaban a las 18:40 a Las Heras. Mientras que el regreso era los martes y sábado desde las Heras a las 8:30 horas con arribo, pasando por Minerales a las 11:13 y finalizando en Deseado a las 17:30. La carrera pendiente abajo desde Las Heras era de 1 hora menos y luego se redujo a 30 minutos. El tren a vapor completaba la distancia con Pico Truncado en 29 minutos y para el tramo Tehuelches - Minerales se necesitaba 30 minutos.

El segundo informe de horario tuvo lugar el 1 de noviembre en 1928. El documento expuso que los trenes mixtos partían los lunes y jueves desde Deseado a las 9:00 horas y arribaban a las 18:30 a Las Heras. Mientras que el regreso era los miércoles y sábado desde las Heras a las 9:00 horas y culminación en Deseado a las 17:30. La estación empezó a figurar como clausurada y no se informó horarios de arribo a la estación, pasando a ser una parada optativa de los servicios ferroviarios. De esta forma, solo se detenían las formaciones si había pasajeros o cargas a servir. Por último, el itinerario informó que los trenes estaban provistos por coche comedor y distinguían entre primera y segunda clase.
El itinerario de 1930 no informó variaciones significativas respecto al itinerario de 1928. En documento se expuso información precisa de las tarifas: hacer todo el viaje del ferrocarril en primera costaba $24.05 o $13.60 en segunda. En tanto, Minerales al continuar clausurada no informó horarios ni tarifas. Sin embargo, se cobraba hasta el tramo más cercano: Deseado - Tehuelches con el precio de $13.85 en primera clase o $7.80 para la segunda.
El itinerario de 1934 brindó información extensa del ferrocarril. El servicio tuvo cambios significativos y era ejecutado por trenes mixtos los días jueves y domingo. El viaje a vapor fue mejorado en sus tiempos; partía a las 9 de Deseado, pasando por Minerales a las 14:47, para arribar a Las Heras 17:30. Gracias a esto el ferrocarril completó el recorrido en una hora menos; mientras que la distancia Minerales - Tehuelches pasó a 27 minutos y la distancia con Truncado a 28 minutos. En tanto, la vuelta desde Las Heras se producía los días martes y viernes desde las 9, con paso por Minerales a las 11:47 y arribo a estación Puerto Deseado a las 17:00. Por último, el documento arrojó un dato peculiar al haber clasificado, con una caligrafía diferente, a Minerales como estación de pocos movimientos y sin una población de importancia. Esta clasificación fue compartida con varias estaciones del ramal. No obstante, la estación volvió a figurar operativa y con horarios de arribo pese a seguir siendo parada opcional de los servicios ferroviarios.
Desde el informe de 1936 se observó una de las mayores mejorías en los servicios de este ferrocarril. El miércoles partía el tradicional tren mixto desde Deseado a las 9:00 y arribo a Las Heras a las 17:30. Luego, el viernes retornaba desde Las Heras desde las 9 para arribar a las 17:00 a Deseado. Por otro lado, el servicio de los lunes partía a las 9:30 y alcanzando Las Heras a las 16:15. El mismo estuvo marcado por la introducción de ferrobuses diésel que aceleraron los tiempos del ferrocarril en 6:15 minutos. Sin embargo, el itinerario volvió a marcar a esta estación como clausurada, pero la confirmada como parada opcional de los servicios. La consecuencia de esto fue que no se informaron horarios de arribo para los viajes en ferrobuses y trenes mixtos.
Otro informe de 1938 mostró la continuidad del servicio ejecutado por ferrobuses. Las condiciones de 1936 se mantuvieron sin modificaciones. Sin embargo, se mostró los horarios de todos los puntos que eran recorridos por ferrobuses y trenes mixtos; inclusive de las paradas optativas. El ferrobús alcanzaba esta estación a las 14:08 y estaba distanciada de Tehuelches por 23 minutos y en otros 32 minutos de Truncado. Por último, volvió a ser confirmada como clausurada.
El itinerario de 1946 comunicó condiciones similares a los anteriores. No obstante, se presentó el abandono de los ferrobuses en favor del vapor. De esta forma, los viajes fueron ejecutados por trenes mixtos que partían con coche comedor los lunes desde Puerto Deseado a las 9:00 horas, paraba en Minerales a las 14:47 arribaba a las 17:30 a Las Heras. Luego, el regreso se producía el miércoles desde Las Heras desde las 9:00, previo paso por Minerales a las 11:41 y arribo a Deseado a 17:00. Por otro lado, el tren unía Minerales con Truncado en 28 minutos. En cambio, para llegar a Jaramillo se precisaba 27 minutos. Por otra parte, como dato relevante la estación continuó clasificada entre las estaciones menores de la línea; siendo escrita con caligrafía diferente indicando movimiento menos relevante y sin población significativa.
El mismo itinerario de 1946 fue presentado por otra editorial y en él se hace mención menos detallada de los servicios de pasajeros de este ferrocarril. En el documento se confirmó las mismas condiciones del itinerario anterior. Por otro lado, las tarifas mantuvieron los valores y secciones de 1938.
El último informe de horarios de noviembre de 1955 expuso cambios significativos: todos los servicios de pasajeros pasaron a ser operados por ferrobuses. Además, se modificaron los horarios y días; partiendo el coche motor desde Deseado los lunes, miércoles y viernes a las 13:30, visitando Minerales a las 17:18 y arribo a Las Heras a las 19:15 horas. El regreso se producía desde Las Heras martes, jueves y sábados con partida a las 13:30, paso por Minerales a las 15:20 y arribo a Deseado a las 18:45. El coche motor tardaba en unir Minerales Pico Truncado unos 25 minutos y con Tehuelche otros 25 minutos. La estación se mantuvo clausurada, pero como parada optativa con horarios de arribo por si había interesados.
En todos los informes se la llama Minerales siempre.

## Infraestructura
Fue construida como estación tercera clase. Estaba ubicada en una altitud de 270,77 m s. n. m., en tanto la progresión de las vías en este punto alcanza los 182,6 kilómetros.
El primer documento que detalló el equipamiento de este punto fue el itinerario de 1934. El mismo detalla que Minerales estaba dotada de:
- Apartadero de 591 m.
- Estanque Piggott de 32 m³.
- Capa freática a 11,55 m.

Posteriormente, un informe de 1958 la describe como un embarcadero habilitado únicamente para subir y bajar pasajeros. El equipaje que no sea bulto de mano, deberá ser cargado o descargado, según el caso, por el interesado directamente en el furgón. En cuanto a las cargas se emita guía, con indicación del embarcadero, o de la estación más allá; recibiendo cargas con flete pagado en procedencia. Mientras que despachaba cargas con flete a pagar el destino. Su infraestructura se completaba con:

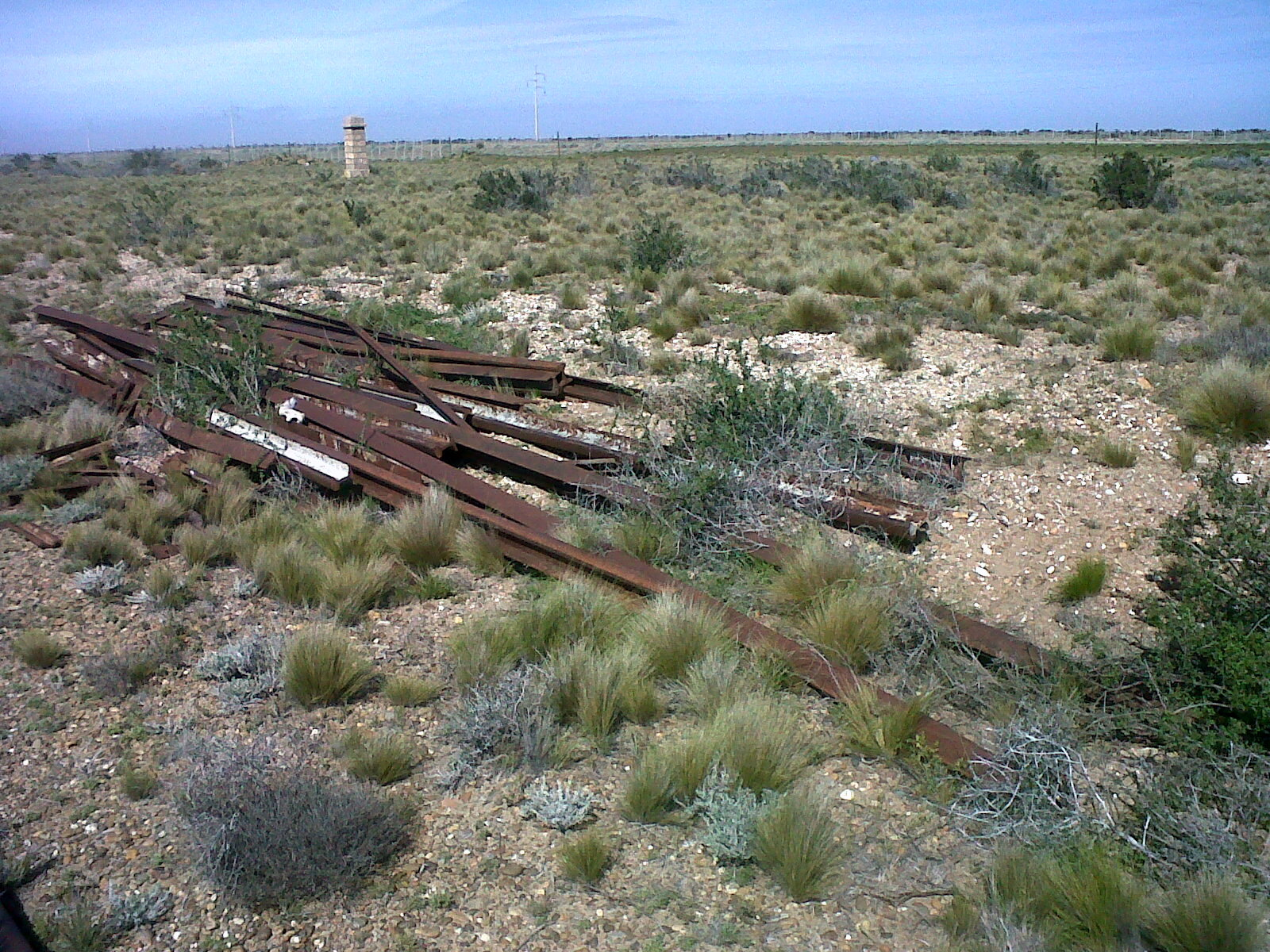
Basura ferroviaria en Minerales, quizás vestigios de arreglos.

- Apartadero de 591 m.
- Estanque Piggott de 32 m³.
- Capa freática a 11,55 m.